# Norbert Krenzlin

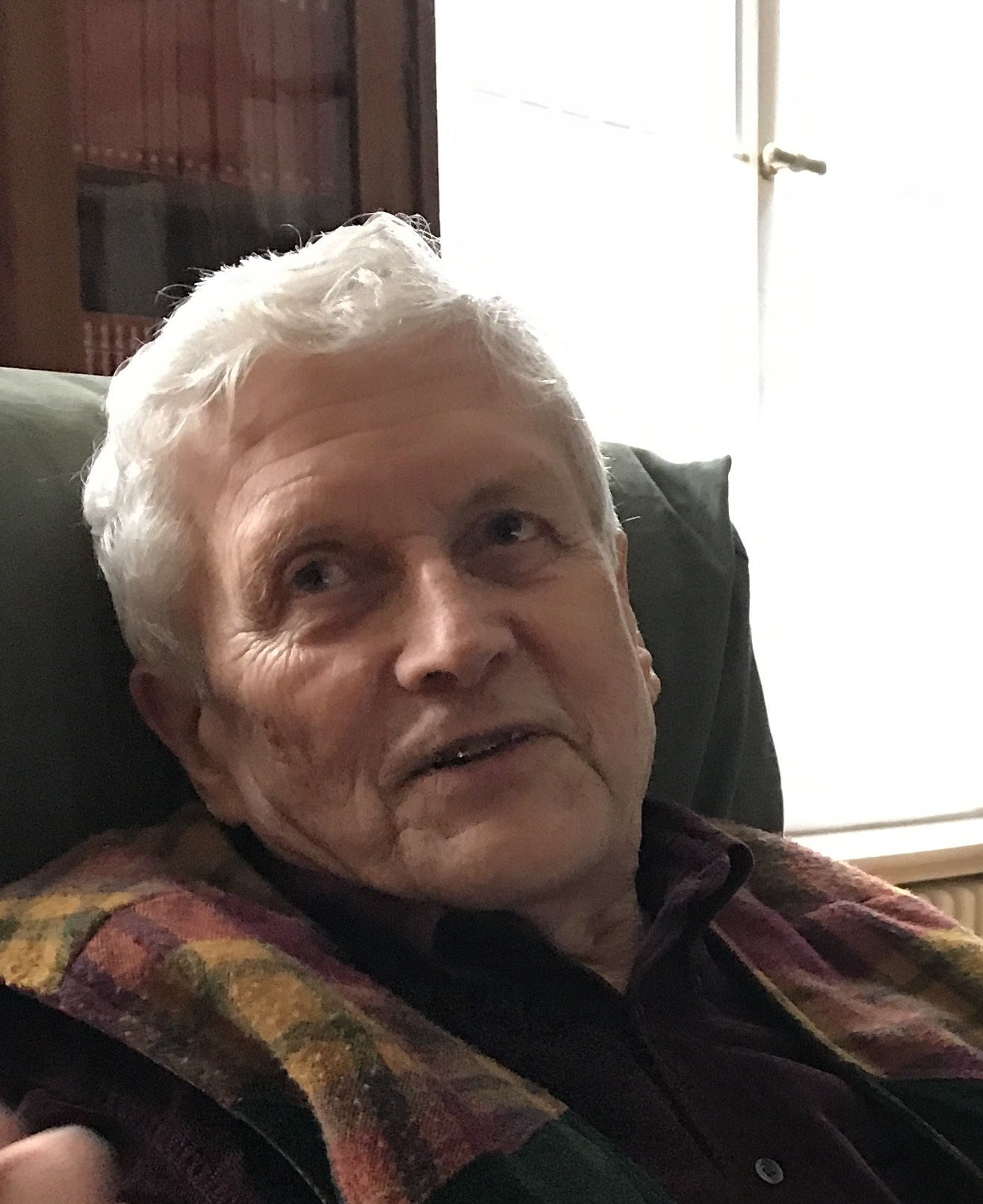
Norbert Krenzlin

Norbert Krenzlin (* 7. April 1934 in Berlin; † 7. Januar 2025) war ein deutscher Philosoph und Ästhetiker sowie Professor für Geschichte der neuesten und gegenwärtigen Ästhetik. Seine Grabstätte befindet sich auf dem Dorotheenstädtischen Friedhof in Berlin. 

## Familie
Norbert Krenzlin stammte aus einer Berliner Arbeiterfamilie aus dem Stadtbezirk Weißensee. Sein Vater (1907 bis 1945) war Nazigegner. Norbert Krenzlin wuchs in Berlin, in Franzen und Reblin, Landkreis Schlawe/Pommern unter schwierigen Kriegsbedingungen mit der Folge langer Schulausfälle auf. In Berlin wurde die Wohnung ausgebombt.
Ab 1941 erfolgte sein Besuch der Weißenseer Grund- und Oberschule bis zum Abitur 1953. Als Radiosprecherkind entwickelte er seine Redekünste, die schließlich auch zu seiner Hochschullehrerlaufbahn führten.
Norbert Krenzlin war verheiratet mit der emeritierten Professorin für Kunstgeschichte Ulrike Krenzlin, geb. Görner; er hat drei Töchter. Aus der ersten Ehe mit der Germanistin Leonore Krenzlin die Töchter Kathleen Krenzlin und Nele Krenzlin. Aus der zweiten Ehe mit Ulrike Krenzlin die Tochter Ida Krenzlin.

## Berufsweg
Als „Arbeiter- und Bauernkind“ studierte er in der DDR von 1953 bis 1958 an der Humboldt-Universität zu Berlin. Drei Hochschullehrer, die in der DDR sehr profiliert waren, haben ihn zum Studium der geisteswissenschaftlichen Fächer  Philosophie und Germanistik motiviert: Georg Klaus lehrte Logik, Wolfgang Heise das Fachgebiet Ästhetik und Gerhard Scholz vertrat die Germanistik. Seine Diplomarbeit, eine Auseinandersetzung mit Hermann August Korffs Auffassung vom Sturm und Drang in dessen mehrbändigem Werk „Geist der Goethezeit“, kündete seine dauerhafte Streitbarkeit an.
Von 1958 bis 1960 leistete er einen Praxiseinsatz als FDJ-Sekretär in der „Hochschule für bildende und angewandte Kunst“, heute Kunsthochschule Berlin-Weißensee. Von der lebendigen Atmosphäre unter Künstlern angeregt, formte er hier seinen kritischen Geist gegen Parteidisziplin und allzu weitgehende DDR-Staatstreue weiter aus. 1963 setzte er sich in den Weimarer Beiträgen mit Hans Kochs Buch „Marxismus und Ästhetik“ auseinander, was eine heftige öffentliche Diskussion auslöste. Krenzlin kritisierte die Praxisferne der marxistischen Ästhetik und berief sich auf den komplexen Aneignungsbegriff. Ebenso lehnte er die Nutzung von Klassikerzitaten als Legitimationsinstanzen ab.
1960 kehrte er als wissenschaftlicher Assistent von Erwin Pracht wieder an die Philosophische Fakultät der Humboldt-Universität zu Berlin zurück. Dort wurde er 1968  mit einer Arbeit zur Phänomenologie von Edmund Husserl, Waldemar Conrad, Moritz Geiger und Roman Ingarden zum Dr. phil. promoviert. Diese Doktorarbeit bildete die wissenschaftliche Grundlage für den Band „Das Werk ‚rein für sich‘ – Zur Geschichte des Verhältnisses von Phänomenologie, Ästhetik und Literaturwissenschaft“ (1979, Akademie-Verlag Berlin).
Im Zuge der Dritten Hochschulreform von 1968, sie war u. a. mit der Abspaltung des Fachbereichs Ästhetik von der Philosophie und einer Neueinrichtung der Ästhetik verbunden, hatte Norbert Krenzlin sich seine Spezialisierung auf neuere und neueste bürgerliche Philosophie erkämpft. Nach der Hochschulreform wechselte er 1969 sofort in den neuen Fachbereich Ästhetik. Krenzlin befasste sich ausdrücklich nicht mit Theorien des Sozialistischen Realismus.
Seine Habilitationsschrift (Dissertation B) war 1979 erkenntnistheoretischen Problemen der Ästhetik über „Kunst und Wahrheit“ gewidmet.
1983 wurde Norbert Krenzlin zum Ordentlichen Professor für Geschichte der neuesten und gegenwärtigen Ästhetik an der Humboldt-Universität zu Berlin berufen. Weitere wissenschaftliche Arbeiten gingen meist aus Lehrveranstaltungen hervor, an denen auch andere Fachkollegen beteiligt waren. Danach wandte sich Krenzlin einem in der DDR vernachlässigten bzw. heruntergespielten Problem zu: Geschichte der „Massenkultur“. Unterstützt wurde diese Initiative durch eine in den 1980er-Jahren ermöglichte Kooperation mit Wissenschaftlern aus den USA, für die Krenzlin als DDR-Koordinator der IREX-Unterkommission „Massenkultur“ zuständig war. Im Rahmen dieser Zusammenarbeit mit Wissenschaftlern aus den USA kam es zu zwei internationalen Konferenzen:
- zum Forschungsstand (Ithaca/USA, 1988) und
- Massenkultur – Klassenkultur in der Zwischenkriegszeit (Berlin/DDR, 1990).

Ergebnisse dieser Konferenzen erschienen 1992 in dem Band „Zwischen Angstmetapher und Terminus. Theorien der Massenkultur seit Nietzsche“ im Akademie-Verlag in Berlin.
Durch positive Evaluierung konnte Krenzlin seine professorale Tätigkeit kontinuierlich auch nach der Deutschen Wiedervereinigung im Seminar für Ästhetik an der Humboldt-Universität zu Berlin bis zu seiner Emeritierung im Jahre 1999 fortsetzen.

## Arbeitsgebiete
Die wissenschaftlichen Hauptarbeitsgebiete von Krenzlin waren:
- Neuere und neueste Ästhetik,
- Literaturwissenschaft,
- Goethezeit.

## Veröffentlichungen (Auswahl)
- Einige Bemerkungen zu Hans Kochs Buch „Marxismus und Ästhetik“. In: Weimarer Beiträge 9 (1963) H. 1, S. 123–140.
- Zur Kritik der phänomenologischen Methode in der Ästhetik – Eine Auseinandersetzung mit den literaturästhetischen Anschauungen  Waldemar Conrads, des Begründers der phänomenologischen Ästhetik. Dissertation, Humboldt-Universität zu Berlin, Philosophische Fakultät 1968.
- Das Werk ‚rein für sich’. Zur Geschichte des Verhältnisses von Phänomenologie, Ästhetik und Literaturwissenschaft. Akademie-Verlag, Berlin 1979.
- Die Zofen. Der Balkon. Stücke von Jean Genet (Autor) und Norbert Krenzlin (Nachwort). Verlag Volk und Welt, Berlin 1984.
- als Hrsg.: Ästhetik des Widerstands – Erfahrungen mit dem Roman von Peter Weiss. Akademie-Verlag, Berlin 1987, ISBN 978-3-05-000428-0.
- als Hrsg.: Zwischen Angstmetapher und Terminus – Theorien der Massenkultur seit Nietzsche. Akademie-Verlag, Berlin 1992, ISBN 978-3-05-002065-5.
- Marxismus und Ästhetik – Versuch einer Bilanz. Titelgebender Beitrag in: Volker Gerhardt (Hrsg.): „Marxismus - Versuch einer Bilanz.“ Sammelband. Scriptum-Verlag, Magdeburg 2001, S. 483–508, ISBN 978-3-933046-52-9.
- Till Eulenspiegel als früher Aktionskünstler. In: Eulenspiegel-Jahrbuch, Band 43, S. 53–82, hrsg. vom Freundeskreis Till Eulenspiegels e.V. Wachholtz Verlag, Kiel 2003, ISSN 0531-2159.
- Das Bildnis Wolfgang Heises oder von der Bedrängnis des wissenden Menschen in unserer Zeit. In: Peter Betthausen; Ulrike Hager (Hrsg.): Ronald Paris. Lob des Realismus – Retrospektive. Ausstellungskatalog zu Ausstellungen in Sondershausen, Schwerin und Potsdam. Faber & Faber Verlag, Leipzig 2008, S. 57–64, ISBN 978-3-86730-063-6.